# Краснов, Владимир Александрович (фтизиохирург)
Владимир Александрович Краснов (род. 27 октября 1954) — советский и российский торакальный хирург, заслуженный врач Российской Федерации (2002), директор Новосибирского научно-исследовательского института туберкулеза с 1989 по 2019 год.

## Биография
Родился в семье служащих. После окончания средней школы в 1971 году и лечебного факультета Новосибирского государственного медицинского института в 1978 году, работает в Новосибирском научно-исследовательском институте туберкулеза: с 1978 по 1987 год — младший научный сотрудник легочно-хирургического отделения, с 1987 года по 1989 год — старший научный сотрудник того же отделения. В 1989 году избран коллективом на должность директора Института.

## Научная деятельность
В 1986 году Краснов защитил кандидатскую, в 1994 году — докторскую диссертацию. Является учеником выдающегося советского фтизиатра, члена-корреспондента АМН СССР, Заслуженного врача РСФСР, Игоря Григорьевича Урсова. В 1999 году присвоено ученое звание профессора по специальности «фтизиатрия», в 2002 году — почетное звание «Заслуженный врач Российской Федерации».
Профессор Краснов — автор 346 опубликованных научных работ, среди которых 14 монографий, имеет 13 патентов на изобретение. Индекс Хирша 10. Под его руководством выполнено и подготовлено 8 докторских, 13 кандидатских диссертаций.
Профессор является заведующим кафедрой туберкулеза факультета повышения квалификации и профессиональной переподготовки врачей Новосибирского государственного медицинского университета, на которой проходят обучение врачи-фтизиатры Сибири и Дальнего Востока. Владимир Александрович руководит научным направлением по разработке методов оперативного лечения больных туберкулезом, является автором и соавтором методов хирургического лечения наиболее тяжелой категории больных отягощенным туберкулезом органов дыхания (деструктивный распространенный, с множественной лекарственной устойчивостью). Как организатор здравоохранения разработал систему борьбы с туберкулезом в федеральном округе — управленческая конструкция для повышения эффективности и результативности противотуберкулезной деятельности в условиях дефицита ресурсов в социальной сфере. Система поэтапно внедряется в Сибирском федеральном округе.
Краснов проводит организационную и методическую работу с экспертами ВОЗ по инфекционному контролю, по вопросам разработки универсальной методологии проведения противоэпидемических мероприятий с учётом российского и мирового опыта, является экспертом по проблемам туберкулеза на территориях Сибири и Дальнего Востока. Является директором Сотрудничающего Центра ВОЗ-ННИИТ (RUS-123) по подготовке специалистов по борьбе с туберкулёзом с множественной лекарственной устойчивостью возбудителя до 2019 года.